# 芬湖 (耶里肖蘭縣)

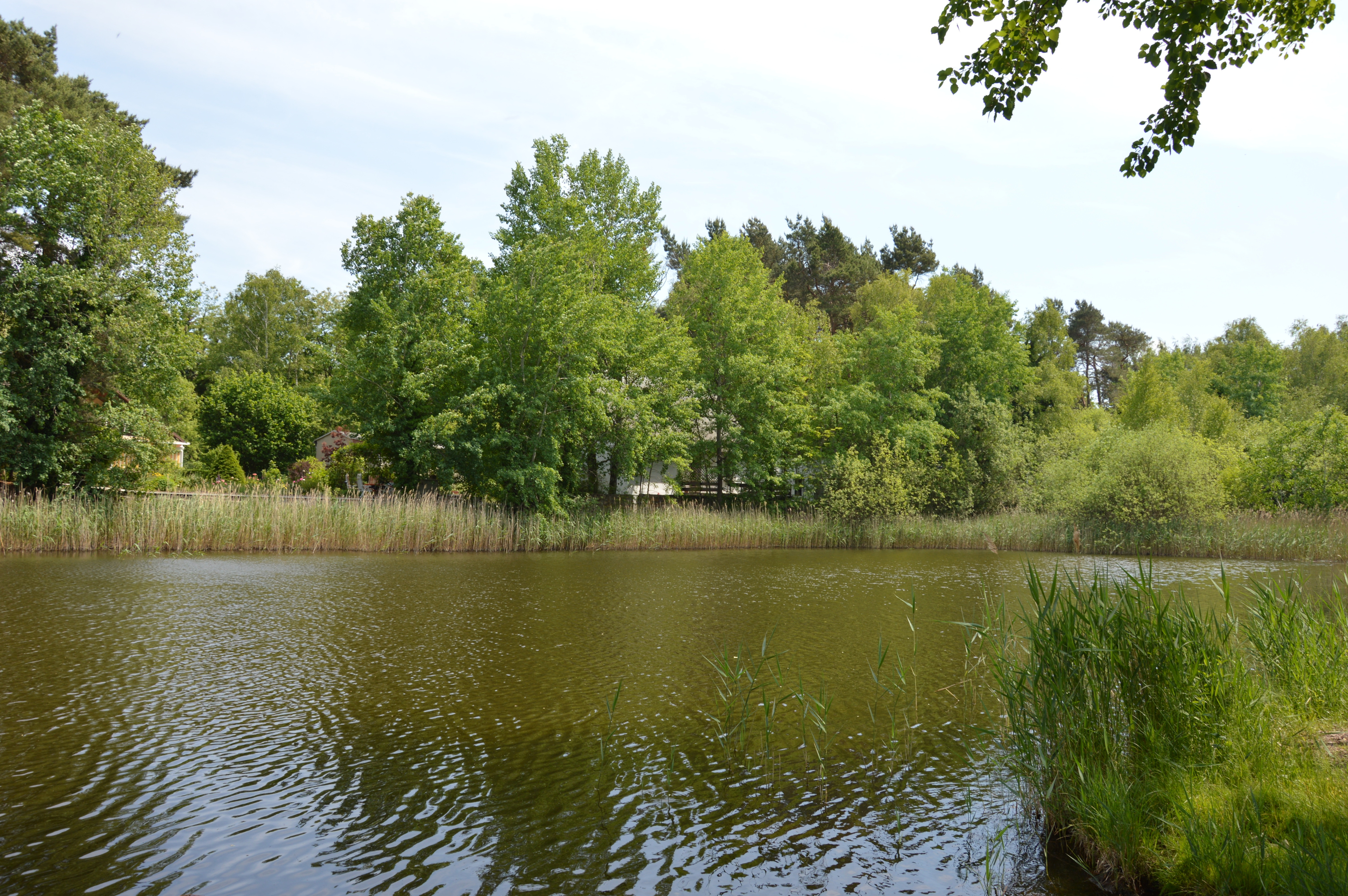

芬湖（德語：Fenn），是德國的湖泊，位於該國東北部，由薩克森-安哈爾特州負責管轄，處於耶里肖蘭縣，該湖泊長0.15公里、寬0.04公里，面積0.025平方公里。